# Генерал Грівус
Генерал Грівус (англ. General Grievous) — один з центральних антагоністів кінофраншизи Джорджа Лукаса «Зоряні війни». Вперше з'явився у мультсеріалі 2003 року Зоряні війни: Війни клонів. Надалі з'являвся з Зоряних війнах: Помста ситхів та Війнах клонів (2008) і розширеному всесвіті у вигляді коміксів, романів та відеоігор.
Грівус зображений як блискучий військовий стратег, який служить генералом Конфедерації Незалежних Систем та головнокомандувач Армії дроїдів в роки Війни клонів. Разом з Графом Дуку, Канцлером Палпатіном та Енакіном Скайуокером виступає головним антагоністом третього епізоду «Зоряних війн» під назвою «Помста ситхів». Грівус є могутнім кіборгом Каліш, який опанував усі форми бою на світлових мечах під опікою графа Дуку, щоб конкурувати зі здібностями Сили джедаїв Галактичної Республіки. Грівус відчуває сильну ненависть до джедаїв і здобуває репутацію страшного й безжального мисливця на джедаїв, який збирає світлові мечі своїх полеглих жертв як трофеї. Починає суперництво з майстром-джедаєм Обі-Ваном Кенобі, з яким він неодноразово стикався під час війни. Під кінець Війни клонів, зіштовхнувся в дуелі з Обі-Ваном Кенобі в якій загинув від рук джедая.

## Появи

### Війни клонів (2003—2005)
Спочатку Грівус планувався як новий загадковий антагоніст в «главі 20» у фіналі другого сезону мультсеріалу. Він вів за собою армію дроїдів-сепаратистів в битві за планети Хіпорі. Він зміг оточити групу з семи джедаїв: майстри Кі-Аді-Мунді, Шак-Ті, Даакман Баррек, Ке'крюхк, лицарі-джедаї Ейла Секура, Тарр Сейр та Ша'а Гі. Грівус зійшовся у двобою з ними, взявши над ними перевагу та вбивши багатьох з них. Перш ніж він встигає добити Мунді, прибуває ескадрон з клонів АРК-солдатів для порятунку джедаїв, та змушують кіборга відступити. Грівус забирає світлові мечі вбитих джедаїв як трофеї. Пізніше показується, що голова КНС, Граф Дуку, особисто навчав Грівуса мистецтву джедаїв та вміння користуватися світловими мечами.
В третьому сезоні, через три роки армія сепаратистів починає повномаштабну атаку на столицю Республіки, Корусант. Генерал Грівус особисто бере участь в операції для викрадення канцлера Палпатіна. Він знову зіштовхується у бою з джедаями: Шак-Ті, Ророн Коробб та Фаул Моудама, які захищаються Палпатіна під кіборга. Він вбиває Коробба та Моудаму, знову перемагає Шак-Ті та бере в полон канцлера Палпатіна. Перш ніж, він встигає зайти на корабель для відступу, джедай-майстер Мейс Вінду використовує силу та розчавлює грудну клітину Грівуса, наносячи сильні пошкодження внутрішнім органам калійця, що змушує його видавати характерний кашель.

### Помста ситхів
Третій епізод бере за початок завершення мультсеріалу Війн клонів 2003 року, починаючи з битви за Корусант. Грівус разом з сепаратистами тримають Палпатіна в полоні на зорельоті, тоді як Обі-Ван Кенобі та Енакін Скайвокер вирушають на його порятунок. Вони обидва вступають в суперечку з Графом Дуку, під час якої Енакін бере перевагу та вбиває останнього, обезголовлюючи його. Невдовзі після звільнення канцлера, джедаїв особисто в полон бере генера-кіборг. З допомогою R2-D2, їм вдається врятуватися та пошкодити корабель зсередини. Генерал покидає падаючий зореліт на евакуаційній капсулі. За вказівкою Дарта Судіуса, Грівус бере на себе звання голови Конфедерації незалежних систем та на планеті Утапау наказує іншим високопосадовцям-сепаратистам передислокуватися на вулканічну планету Мустафар. Обі-Ван знаходить його на планеті Утапау та вступає з ним у поєдинок, поки солдати-клони під командуванням джедая ведуть бої з дроїдами. Перш ніж Грівус встигає прикінчити джедая, Обі-Ван вдається притягнути до себе бластер, вистрелити ним у вразливе місце в районі серця та вбити генерала-кіборга.

### Війни клонів (2008)
Разом з Графом Дуку, Асажж Вентресс та членами Конфедерації незалежних систем, Грівус є одним з головних лиходіїв протягом майже всього мультсеріалу.

### Бракована партія
Грівус мав другорядне камео у першому епізоді сиквелу мультсеріалу Війн клонів 2008 року, Бракована партія. Під кінець війни клонів, Грівус тікає з битви за Корусант після того, як план викрадення Палпатіна був зруйнованим Обі-Ваном Кенобі та Енакіним Скайвокером. Підступаючи до внутрішнього кілька, він наказує армії дроїдів розпочати маштабну контратаку проти сил Республіки по всій Галактиці.

### Оповіді про імперію
В першому епізоді в якому армія сепаратистів влаштовує винищення нічних сестер на планеті Датомір, Генерал Грівус так само розправляється з ними. Він вбиває нічну сестру, на ім'я Селена, на очах у її доньки Морган Ельзбет та зі сміхом каже їй тікати, посилаючи за нею кількох дроїдів-командос.

### Легенди
Після 2012 році після купівлі Lucasfilm студією The Walt Disney Company та отримання прав на франшизу, більшість ліцензованих романів та коміксів, що виходили з 1977 року та розширювали всесвіт франшизи були ребрендовані у Зоряні війни: Легенди, тим самим ставши неканонічними у квітні 2014 року.

## Появи у відеоіграх
- Star Wars: Republic Commando (2005)
- Lego Star Wars: The Video Game (2005)
- Star Wars: Episode III — Revenge of the Sith (2005)
- Star Wars: Battlefront II (2005)
- Lego Star Wars II: The Original Trilogy (2006)
- Star Wars Battlefront: Renegade Squadron (2007)
- Lego Star Wars: The Complete Saga (2007)
- Star Wars: The Clone Wars – Lightsaber Duels (2008)
- Star Wars Battlefront: Elite Squadron (2009)
- Clone Wars Adventures (2010)

- Lego Star Wars III: The Clone Wars (2011)
- Kinect Star Wars (2012)
- Angry Birds Star Wars II (2013)
- Disney Infinity 3.0 (2015)
- Star Wars: Galaxy of Heroes (2015)
- Lego Star Wars: The Force Awakens (2016)
- Star Wars: Force Arena (2017)
- Star Wars Battlefront II (2017)[5][6]
- Lego Star Wars: The Skywalker Saga (2022)

## Сприняття
Генерал Грівус є улюбленим серед прихильників та вважається одним з найвідоміших лиходіїв франшизи, на одному рівні з Дартом Вейдером та Імператором Палпатіном. Персонаж також став популярним серед фанатів завдяки низці фраз, що перетворились на інтернет-меми. Одна з таких відомих фраз з'явилась у Помсті Ситхів, коли Грівус звертався до Обі-Вана Кенобі на планеті Утапау — «General Kenobi. You are a bold one» (укр. «Генерале Кенобі. Ти зухвалий»). Друга не менш відома фраза — «Your lightsabers will make fine addition to my collection» (укр. «Ваші світлові мечі поповнять мою колекцію») стала інтернет-мемом у 2010-х роках.